# Hunedoara
Hunedoara (en hongrois Vajdahunyad, en allemand Eisenmarkt) est une ville du județ de Hunedoara, en Transylvanie, Roumanie.

## Géographie
Située dans la partie centrale du département du même nom, la ville de Hunedoara se situe entre 220-270 mètres d'altitude dans une zone collinaire, au pied des monts Poiana Ruscă. Elle se trouve à 19 km au sud de la ville de Deva. La ville est traversée par la rivière Cerna.

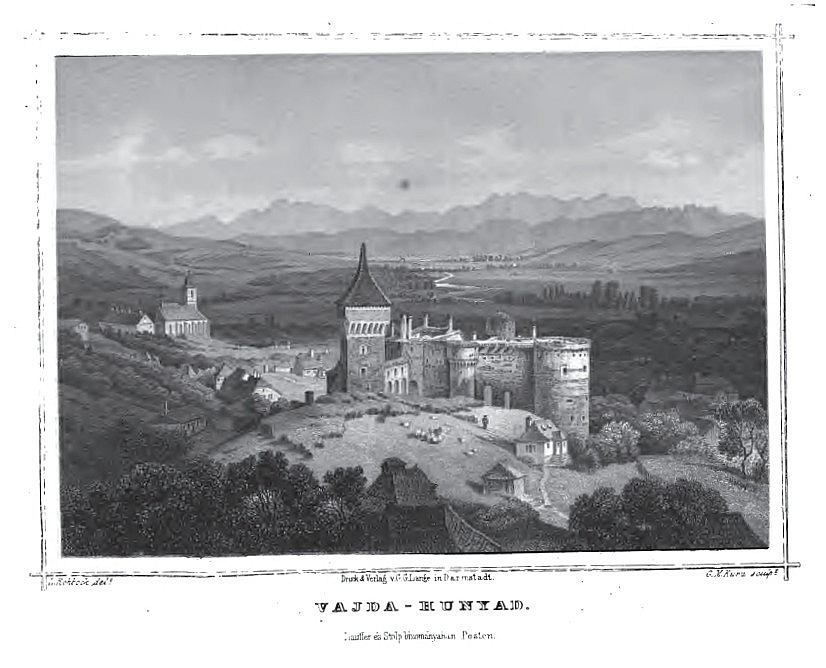
Le château de Hunedoara en 1822, gravure. Wilhelm Schmidt, Die Stammburg der Hunyade in Siebenbürgen, Verlag Theodor Steinhausen Hermannstadt, 1865.

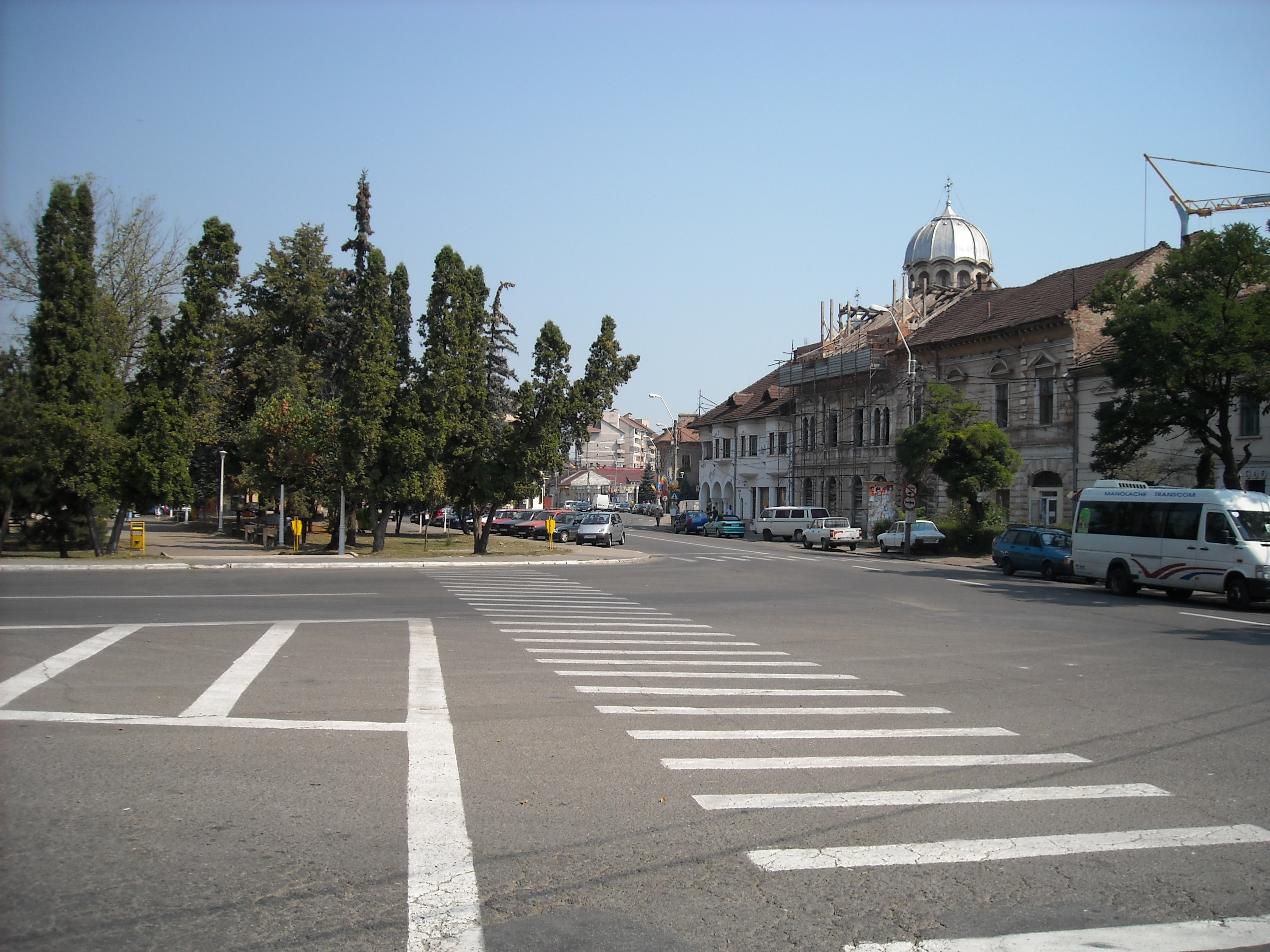
Place centrale de la ville

## Histoire
Jusqu'au XVIIe siècle, Hunedoara, ville de la principauté de Transylvanie, fut privilégiée, grâce à Iancu de Hunedoara et à ses descendants (notamment Matthias Corvin).
On y trouve le plus grand massif castral de Roumanie : le château de Hunedoara ou château des Corvin érigé à partir du XVe siècle dans un style gothique par Jean Hunyadi, voïvode de Transylvanie et vassal du roi de Hongrie.
Elle a été marquée par la révolution industrielle à partir du milieu du XVIIIe siècle, alors qu'elle était devenue possession habsbourgeoise.
Comme toute la Roumanie, à laquelle elle est rattachée depuis le 1er décembre 1918, Hunedoara a subi les régimes dictatoriaux carliste, fasciste et communiste de février 1938 à décembre 1989, mais connaît à nouveau la démocratie depuis 1990.

## Population

### Démographie
Recensements ou estimations de la population :
| 1850  | 1912  | 1930  | 1948  | 1956   |
| ----- | ----- | ----- | ----- | ------ |
| 1 937 | 4 520 | 4 600 | 7 018 | 36 498 |

| 1966   | 1977   | 1992   | 2002   | 2011   |
| ------ | ------ | ------ | ------ | ------ |
| 68 207 | 79 719 | 81 337 | 71 257 | 60 525 |

### Langues
En 2002, parmi les habitants de la ville 62 985 personnes faisaient partie de la communauté de langue roumaine, 3 758 personnes appartenaient à la communauté de langue hongroise et 1 129 personnes faisaient partie de la communauté de langue romani.

### Religion
Religions déclarées :
- Orthodoxes : 59 077
- Catholiques romains : 2 841
- Calvinistes : 1 953
- Pentecôtistes : 1 753

## Éducation
La ville dispose de 24 écoles maternelles, 12 écoles primaires / collèges, cinq lycées, trois centres de formation d'apprentis, trois établissements qui proposent une formation au BTS, une école d'ingénieurs. [www.fih.utt.ro]

## Économie
L'économie de la ville est orientée principalement vers les secteurs primaire (extraction de minerai de fer ; bois) et secondaire (sidérurgie, textile, tannerie, alimentaire).

## Tourisme
- Château de Hunedoara, où furent tournés une partie des Rois maudits de 2005.
- Parc zoologique
- Les anciennes usines de la fin du XVIIIe siècle et du début du XIXe siècle
- Galerie d'art de Hunedoara
- Cathédrale des héros
- Maison de la culture
- Fontaine artésienne (boulevard Corvin)

### Aux alentours
- L'église d'Ostrov, XIVe siècle, fresque de 1365
- Monastère de Prislop du début du XVe siècle
- L'église Saint-Nicolas de Densuș, construite à la fin du XIIe siècle, début du XIIIe siècle
- Lac Cinciș
- Parc naturel « Pădurea Chizid »
- Monts Poiana Ruscă

## Jumelages
La ville de Hunedoara est jumelée avec :
- Argenteuil (France) depuis 1973
- Derince (Turquie) depuis 2000
- Szombathely (Hongrie) depuis 1990
- Zenica (Bosnie-Herzégovine) depuis 1974
- Xian de Kaihua (Chine) depuis 2014